# Spathius reticulatus
Spathius reticulatus är en stekelart som beskrevs av Chao och Chen 1965. Spathius reticulatus ingår i släktet Spathius och familjen bracksteklar. Inga underarter finns listade i Catalogue of Life.